# Pierścień śmierci
Pierścień śmierci (tytuł oryg. Death Ring, alternatywny tytuł pol. Śmiertelny pierścień) – amerykański film sensacyjny powstały w roku 1992, z Mikiem Norrisem, synem aktora i mistrza karate Chucka Norrisa, w roli głównej.
Film został wydany z przeznaczeniem dystrybucji domowej. Polski dystrybutor reklamował go sloganem: Bez litości. Bez zasad. Bez drugiej szansy.

## Obsada
- Mike Norris jako Matt Collins
- Billy Drago jako Danton Vachs
- Chad McQueen jako "Skylord" Harris
- Don Swayze jako John Blackwell
- Isabel Glasser jako Lauren Sadler
- Elizabeth Sung jako Ling

## Opis fabuły
Perwersyjny milioner, Danton Vachs, organizuje na swojej prywatnej wyspie coroczną imprezę. Od dawna celem nietypowej zabawy jest polowanie na ludzi. Tym razem nieszczęsną zwierzyną zostaje Mike Collins (Norris), były członek amerykańskich Zielonych Beretów; jego zadaniem jest pokonanie czterech złaknionych krwi przeciwników, pełniących funkcję myśliwych. Mike i jego narzeczona, Lauren Sadler, zostają brutalnie uprowadzeni na wyspę przez bandę dowodzoną przez piękną, lecz okrutną asystentkę Vachsa, Ling.
Matt jest zdesperowany – nie posiada bowiem żadnej broni, prócz własnych rąk. Z pomocą Johna Blackwella, mężczyzny, który szczęśliwie uszedł z życiem z ostatniego diabolicznego polowania i żył w ukryciu, udaje się mu pokonać w krwawej, bezpardonowej walce wszystkich psychopatycznych myśliwych. Następnie na pomoc Mattowi rusza jego przyjaciel, Skylord. W efekcie zmasowanego ataku na siedzibę milionera, szaleniec staje twarzą w twarz ze swoimi niedoszłymi ofiarami.